# Салех, Хайрул
Хайрул Салех (индон. Chairul Saleh, Chaerul Saleh; 13 сентября 1916, Савахлунто — 8 февраля 1967, Джакарта) — индонезийский политический деятель. Председатель Народного консультативного конгресса Индонезии (1960—1966), министр промышленности Индонезии (1960—1964), министр энергетики и природных ресурсов Индонезии (1959—1964).

## Биография
Родился 13 сентября 1916 года в Савахлунто на Западной Суматре. Участвовал в провозглашении независимости Индонезии. В 1952—1953 годах жил в Нидерландах, позже был выслан из страны.
В годы правления президента Сукарно занимал ряд министерских постов в правительстве; находился с Сукарно в тесных дружеских отношениях, с 1955 года был его советником.
В 1965 году возглавлял индонезийскую делегацию на праздновании очередной годовщины образования КНР.
Умер 8 февраля 1967 года в Джакарте. Похоронен на кладбище Карет Бивак.

## Награды
- Орден «Звезда Махапутра» 3-й степени.